# الفتاوي الرضوية (كتاب)
الفتاوي الرضوية أو فتاوى الرضوية هي مجموعة كبيرة من الفتاوى للفقه الحنفي كتبها الباحث الإسلامي السني في القرن التاسع عشر أحمد رضا خان.
ناقش آرون شوري الفتاوي الرضوية في كتابه عالم الفتاوى أو الشريعة في العمل. نشر أخو أحمد رضا خان 12 مجلدًا لأخيه في مطبعة الحسني بعد وفاته، بينما نشر مجلدين فقط في حياة المؤلف. ونشرت مؤسسة رازا لاهور لاحقًا العمل في 30 مجلدًا. كانت أكاديمية رضا أول من نشر مجلداتها المختلفة في عام 1985.

## الكتب والمجلات
تحتوي الموسوعة على كتب ومجلات حول الأحكام الشرعية (فتاوى) تستند إلى أسئلة طرحها العلماء وعامة الناس في مجال الفقه الحنفي تغطي مجموعة واسعة من الموضوعات والمعتقدات المختلفة.
بعض الكتب والمجلات الواردة في الفتاوى الرضوية:

### كتاب الطهارة (كتاب الطهارة)
يركز هذا الجزء على النظافة والتطهر في الفقه الحنفي ويحتوي على حوالي 239 فتاوى في حوالي 29 مجلة ومنها:
1. الوعي بأن الفتاوى مبنية على رأي الإمام.
2. أركان الوضوء.
3. استعمال القماش للتجفيف بعد الوضوء.
4. تقطر المخاط لا يبطل الوضوء.
5. الأحكام التي بموجبها الدم ينقض الوضوء.
6. أي نوع من النوم يبطل الوضوء.
7. ملخص مشاكل الوضوء.
8. حكم وأسباب الاحتلام الليلي.
9. كمية الماء في الوضوء.
10. الإسراف في استخدام الماء في الوضوء دون داع.
11. ارتفاع الحجب عن وجوه قراءة الجنب
12. تعريف المياه المستعملة
13. الفرق بين الماء الجاري والراكد

### كتاب الصلاة
يركز هذا الجزء على الصلاة في الفقه الحنفي ويحتوي على حوالي 1203 فتاوى في حوالي 23 مجلة منها:
1. كتاب الصلاة
2. لؤلؤة التاج في بيان الصلاة قبل المعراج
3. هل يجوز جمع الصلاتين معاً
4. منير العين في حكم تقبيل الابهامين.
5. حكم الإبهام أثناء الإقامة
6. حكم الأذان على القبر بعد الدفن
7. تحديد اتجاه القبلة الصحيح
8. النطق الصحيح لـ حرف (ض)
9. يمنع بشدة الصلاة وراء رافضي التقليد .
10. أربع أجوبة .
11. القطوف الدانية لمن أحسن صلاة الجماعة الثانية.
12. تيجان الصواب في قيام الامام في المحراب.
13. اجتناب العمال عن فتاوى الجهال.
14. قراءة البسملة المباركة في التراويح.

### كتاب صلاة الجنازة (کتاب الجنائز)
يركز هذا الجزء على صلاة الجنازة الإسلامية على الفقه الحنفي ويحتوي على حوالي 273 فتاوى في حوالي 13 مجلة منها:
1. مناقشة حول جواز الكتابة على كفن الموتى.

## روابط خارجية
قالب:Ahmed Raza Khan Barelvi